# رافائيل بوتي
رافائيل بوتي (23 فبراير 1981 في جويز دي فورا في البرازيل – )؛ هو لاعب كرة قدم كان يلعب كلاعب وسط.

## وصلات خارجية
- رافائيل بوتي على موقع الاتحاد الدولي (مؤرشف)  (الإنجليزية)
- رافائيل بوتي على موقع رابطة كرة القدم اليابانية للمحترفين (اليابانية)
- رافائيل بوتي على موقع دوري كوريا الجنوبية (الإنجليزية)
- رافائيل بوتي على موقع قاعدة بيانات كرة القدم.إي يو (الإنجليزية)
- رافائيل بوتي على موقع Soccerway.com (الإنجليزية)
- رافائيل بوتي على موقع عالم كرة القدم.نت (الإنجليزية)